# William Henry Powell

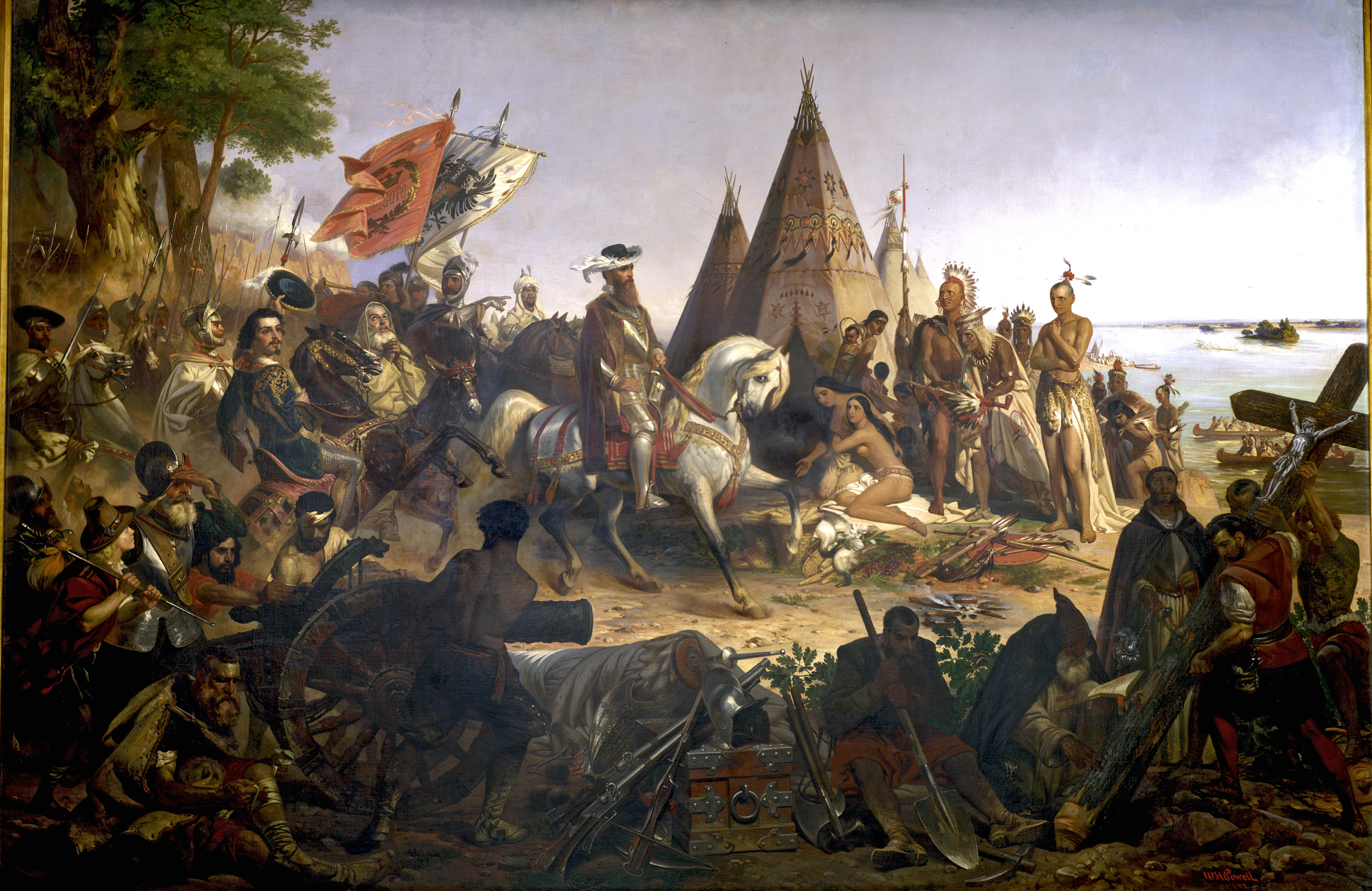
Discovery of the Mississippi (1847), toile de William Henry Powell exposée au Capitole à Washington.

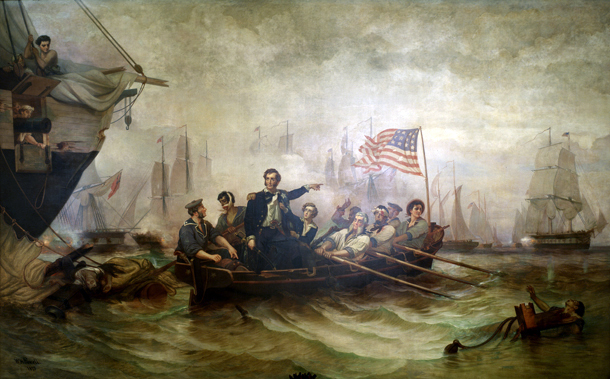
The Battle of Lake Erie (1873), toile de William Henry Powell exposée au Capitole à Washington.

William Henry Powell (1823 à New York - 1879 à New York) était un peintre américain. Il réalisa des portraits et des scènes historiques comme son fameux Discovery of the Mississippi, commandé en 1847 et achevé en 1855, exposé au Capitole à Washington, représentant la découverte du Mississippi par Hernando de Soto le 8 mai 1541.
Il étudia la peinture avec James Henry Beard et Frederick Franks à Cincinnati où il grandit, puis avec Henry Inman à New York et ensuite en France et en Italie. En 1842, il ouvrit un studio de portraitiste à La Nouvelle-Orléans. Parmi ses fameuses toiles historiques, on citera Columbus before the Council of Salamanca.
Ses œuvres sont notamment exposées au Smithsonian American Art Museum, à la Maison-Blanche, au Capitole des États-Unis ou encore au musée d'art de Cincinnati.